# Muller d'Hostafrancs
Muller o Muller d'Hostafrancs com era conegut antigament, és un ens local històric i també una entitat de població del municipi dels Plans de Sió, a la comarca de la Segarra. El poble, al sud del terme municipal, prop de l'Aranyó, està en fase de despoblament. L'església parroquial, dedicada a Santa Maria, depenia de la d'Hostafrancs.
Aquest poble va tenir ajuntament propi un cop acabat l'Antic Règim Senyorial, a principis del Segle XIX, però el 1847 va ser unit al terme de l'Aranyó. Aquest darrer, molt més endavant, va ser agregat el 1974 al municipi actual.